# Station Humanes
Humanes is een station van de Cercanías Madrid dat op 20 juni 1876 werd geopend.